# Forces Armades de Somalilàndia
Les Forces Armades de Somalilàndia (somali: Ciidanka Qaranka) són l'organització militar de la República no reconeguda de Somalilàndia.
Estan formades per tres branques o serveis: 
- L'Exèrcit de Somalilàndia
- La Marina de Somalilàndia
- La Força Aèria de Somalilàndia

La Policia de Somalilàndia, com a cos de seguretat, està subordinada als militars.
Les Forces Armades de Somalilàndia incloent la policia, s'emporten la major part del pressupost estatal, uns 6,8 milions de dòlars. La seva direcció correspon al ministre de Defensa.

## Bandera
La bandera de les Forces Armades és verda amb un cercle vermell al centre dins el qual (de fons verd) el seu emblema en blanc. Tres parts de la bandera estan rodejades per un serrell.